# 日本複製権センター
公益社団法人日本複製権センター(こうえきしゃだんほうじんにほんふくせいけんセンター、英語: Japan Reproduction Rights Center ;JRRC)は、複写に係る権利を集中管理し、複写使用料を徴収し、権利者に分配する目的で作られた公益社団法人。元文部科学省所管。会員団体は著作者団体連合、一般社団法人学術著作権協会、一般社団法人新聞著作権協議会。設立から2012年3月まで用いられた旧称は日本複写権センター。

## 概要
著作権法上、著作物を複写する権利は著作権者が専有するが、一方で複写機の普及によって複写に必要な許諾手続きの簡素化が求められるようになった。そうした流れの中で複写にまつわる著作権の一括管理組織として、1991年（平成3年）に設立された。
複写権センターは、権利者団体から著作権の委託を受け、複写の使用者との個別の複写許諾/使用料徴収を行う他に、企業・団体など複写機を設置した組織と包括契約を結び、それによって年額単位での複写使用料を受け取り、これを権利者団体に分配している。日本国内の著作権だけではなく、国外の同様の団体とも提携を進めており、国内における窓口となっている。

## 沿革
- 1991年9月30日：設立
- 1998年10月：社団法人許可取得
- 2001年：著作権等管理事業者登録
- 2002年：指定著作権等管理事業者に指定
- 2012年4月1日：公益社団法人「日本複製権センター」に改組

## 構成団体
- 著作者団体連合
  - 一般社団法人日本美術著作権連合
    - 一般社団法人日本美術家連盟
    - 公益社団法人日本グラフィックデザイナー協会
    - 一般社団法人日本児童出版美術家連盟
    - 一般社団法人日本理科美術協会
    - 一般社団法人日本出版美術家連盟
    - 一般社団法人東京イラストレーターズ・ソサエティ
    - 一般社団法人日本図書設計家協会

  - 一般社団法人日本写真著作権協会
    - 公益社団法人日本写真家協会
    - 公益社団法人日本広告写真家協会
    - 一般社団法人日本写真文化協会
    - 日本肖像写真家協会
    - 一般社団法人日本写真作家協会
    - 全日本写真連盟
    - 一般社団法人日本スポーツプレス協会
    - 一般社団法人日本自然科学写真協会
    - 日本風景写真協会
    - 公益社団法人日本写真協会
    - 一般社団法人日本スポーツ写真協会

  - 公益社団法人日本文藝家協会
  - 協同組合日本脚本家連盟
  - 協同組合日本シナリオ作家協会
- 一般社団法人学術著作権協会
  - 公益社団法人日本工学会
  - 日本歯科医学会
  - 一般社団法人日本農学会
  - 公益社団法人日本薬学会
  - 日本医学会
- 一般社団法人新聞著作権協議会

## 複写権マーク
複写権マーク（ふくしゃけんマーク）、Rマーク（アールマーク）は、日本複写権センターに委託された出版物であることを示す記号である。